# San Marino i Eurovision Song Contest
San Marino debuterede i Eurovision Song Contest i 2008 med gruppen Miodio og sangen "Complice". Sangen nåede dog ikke til finalen, men endte på en 19. plads i semifinalen med 5 point. San Marino valgte herefter at trække sig ud på grund af økonomiske problemer. De vendte imidlertid tilbage i 2011 og har deltaget lige siden. I Eurovision Song Contest 2014 nåede San Marino for første gang til finalen med Valentina Monetta og sangen "Maybe". Sangen fik 14 point fra 5 lande.

## Repræsentanter
Nøgle
     Vinder
     Anden plads
     Tredje plads
     Sidste plads
     Deltager valgt, men konkurrerede ikke
| År                         | Kunstner                            | Sang                      | Sprog              | Oversættelse           | Finale             | Point              | Semi               | Point              |
| -------------------------- | ----------------------------------- | ------------------------- | ------------------ | ---------------------- | ------------------ | ------------------ | ------------------ | ------------------ |
| 2008                       | Miodio                              | "Complice"                | Italiensk          | Gennemført             | Ikke kvalificeret  | Ikke kvalificeret  | 19                 | 5                  |
| Deltog ikke i 2009 og 2010 |                                     |                           |                    |                        |                    |                    |                    |                    |
| 2011                       | Senhit                              | "Stand by"                | Engelsk            | Stand by               | Ikke kvalificeret  | Ikke kvalificeret  | 16                 | 34                 |
| 2012                       | Valentina Monetta                   | "The Social Network Song" | Engelsk            | Socialt netværk-sangen | Ikke kvalificeret  | Ikke kvalificeret  | 14                 | 31                 |
| 2013                       | Valentina Monetta                   | "Crisalide (Vola)"        | Italiensk          | Chrysalis              | Ikke kvalificeret  | Ikke kvalificeret  | 11                 | 47                 |
| 2014                       | Valentina Monetta                   | "Maybe"                   | Engelsk            | Måske                  | 24                 | 14                 | 10                 | 40                 |
| 2015                       | Michele Perniola og Anita Simoncini | "Chain of Light"          | Engelsk            | Kæde af lys            | Ikke kvalificeret  | Ikke kvalificeret  | 16                 | 11                 |
| 2016                       | Serhat                              | "I Didn't Know"           | Engelsk            | Jeg vidste ikke        | Ikke kvalificeret  | Ikke kvalificeret  | 12                 | 68                 |
| 2017                       | Valentina Monetta & Jimmie Wilson   | "Spirit Of The Night"     | Engelsk            | Nattens ånd            | Ikke kvalificeret  | Ikke kvalificeret  | 18                 | 1                  |
| 2018                       | Jessika feat. Jenifer Brening       | "Who We Are"              | Engelsk            | Hvem vi er             | Ikke kvalificeret  | Ikke kvalificeret  | 17                 | 28                 |
| 2019                       | Serhat                              | "Say Na Na Na"            | Engelsk            | Sig na na na           | 19                 | 77                 | 8                  | 150                |
| 2020                       | Senhit                              | "Freaky!"                 | Engelsk            | —                      | Konkurrence aflyst | Konkurrence aflyst | Konkurrence aflyst | Konkurrence aflyst |
| 2021                       | Senhit                              | "Adrenalina"              | Engelsk            | Adrenalin              | 22                 | 50                 | 9                  | 118                |
| 2022                       | Achille Lauro                       | "Stripper"                | Italiensk, engelsk | —                      | Ikke kvalificeret  | Ikke kvalificeret  | 14                 | 50                 |
| 2023                       | Piqued Jacks                        | "Like An Animal"          | Engelsk            | Som et dyr             | Ikke kvalificeret  | Ikke kvalificeret  | 16                 | 0                  |
| 2024                       | Megara                              | "11:11"                   | Spansk, italiensk  | —                      | Ikke kvalificeret  | Ikke kvalificeret  | 14                 | 16                 |
| 2025                       | Gabry Ponte                         | "Tutta l'Italia"          | Italiensk          | Hele Italien           | 26                 | 27                 | 10                 | 46                 |

## Pointstatistik (2008-2025)

### Flest point til og fra - top 5
NB: Kun point givet i finalerne er talt med.
| San Marino har givet flest point til | San Marino har givet flest point til | San Marino har givet flest point til |
| Placering                            | Land                                 | Point                                |
| ------------------------------------ | ------------------------------------ | ------------------------------------ |
| 1                                    | Italien                              | 165                                  |
| 2                                    | Grækenland                           | 101                                  |
| 3                                    | Ukraine                              | 72                                   |
| 4                                    | Israel                               | 69                                   |
| 5                                    | Sverige                              | 63                                   |

| San Marino har modtaget flest point fra | San Marino har modtaget flest point fra | San Marino har modtaget flest point fra |
| Placering                               | Land                                    | Point                                   |
| --------------------------------------- | --------------------------------------- | --------------------------------------- |
| 1                                       | Albanien                                | 23                                      |
| 2                                       | Italien                                 | 21                                      |
| 3                                       | Georgien                                | 17                                      |
| 4                                       | Aserbajdsjan                            | 16                                      |
| 5                                       | Grækenland                              | 13                                      |

### 12 point til og fra
NB: Kun 12 point givet i finalerne er talt med.
| San Marino har modtaget 12 point fra | San Marino har modtaget 12 point fra | San Marino har modtaget 12 point fra |
| År                                   | Jury                                 | Televoting                           |
| ------------------------------------ | ------------------------------------ | ------------------------------------ |
| 2021                                 | Polen                                | Modtog ikke 12 point                 |
| 2025                                 | Modtog ikke 12 point                 | Italien                              |

| San Marino har givet 12 point til | San Marino har givet 12 point til | San Marino har givet 12 point til |
| År                                | Jury                              | Televoting                        |
| --------------------------------- | --------------------------------- | --------------------------------- |
| 2008                              | Grækenland                        | Ingen separat televoting          |
| 2011                              | Italien                           | Ingen separat televoting          |
| 2012                              | Albanien                          | Ingen separat televoting          |
| 2013                              | Grækenland                        | Ingen separat televoting          |
| 2014                              | Aserbajdsjan                      | Ingen separat televoting          |
| 2015                              | Letland                           | Ingen separat televoting          |
| 2016                              | Ukraine                           | Ukraine                           |
| 2017                              | Portugal                          | Bulgarien                         |
| 2018                              | Israel                            | Israel                            |
| 2019                              | Italien                           | Rusland                           |
| 2021                              | Frankrig                          | Italien                           |
| 2022                              | Spanien                           | Ukraine                           |
| 2023                              | Italien                           | Finland                           |
| 2024                              | Schweiz                           | Israel                            |
| 2025                              | Italien                           | Grækenland                        |

### Flest point til og fra - alle lande
NB: Kun point givet i finalerne er talt med.
| San Marino har givet point til | San Marino har givet point til | San Marino har givet point til |
| Placering                      | Land                           | Point                          |
| ------------------------------ | ------------------------------ | ------------------------------ |
| 1                              | Italien                        | 165                            |
| 2                              | Grækenland                     | 101                            |
| 3                              | Ukraine                        | 72                             |
| 4                              | Israel                         | 69                             |
| 5                              | Sverige                        | 63                             |
| 6                              | Rusland                        | 50                             |
| 7                              | Aserbajdsjan                   | 49                             |
| 8                              | Storbritannien                 | 47                             |
| 9                              | Moldova                        | 46                             |
| 10                             | Frankrig                       | 45                             |
| 11                             | Cypern                         | 44                             |
| 12                             | Schweiz                        | 42                             |
| 13                             | Norge                          | 40                             |
| 14                             | Portugal                       | 35                             |
| 15                             | Albanien                       | 32                             |
| 16                             | Spanien                        | 31                             |
| 17                             | Belgien                        | 30                             |
| 18                             | Armenien                       | 29                             |
| =                              | Estland                        | 29                             |
| 20                             | Litauen                        | 28                             |
| 21                             | Finland                        | 27                             |
| =                              | Malta                          | 27                             |
| 23                             | Australien                     | 26                             |
| =                              | Letland                        | 26                             |
| 25                             | Holland                        | 24                             |
| =                              | Ungarn                         | 24                             |
| 27                             | Bulgarien                      | 22                             |
| =                              | Serbien                        | 22                             |
| 29                             | Polen                          | 19                             |
| 30                             | Island                         | 16                             |
| 31                             | Tyskland                       | 15                             |
| 32                             | Danmark                        | 13                             |
| =                              | Georgien                       | 13                             |
| =                              | Irland                         | 13                             |
| 35                             | Østrig                         | 12                             |
| 36                             | Kroatien                       | 11                             |
| 37                             | Tjekkiet                       | 10                             |
| 38                             | Tyrkiet                        | 9                              |
| 39                             | Rumænien                       | 8                              |
| 40                             | Slovenien                      | 7                              |
| 41                             | Nordmakedonien                 | 1                              |
| 42                             | Andorra                        | 0                              |
| =                              | Bosnien-Hercegovina            | 0                              |
| =                              | Hviderusland                   | 0                              |
| =                              | Jugoslavien                    | 0                              |
| =                              | Luxembourg                     | 0                              |
| =                              | Marokko                        | 0                              |
| =                              | Monaco                         | 0                              |
| =                              | Montenegro                     | 0                              |
| =                              | Serbien og Montenegro          | 0                              |
| =                              | Slovakiet                      | 0                              |

| San Marino har modtaget point fra | San Marino har modtaget point fra | San Marino har modtaget point fra |
| Placering                         | Land                              | Point                             |
| --------------------------------- | --------------------------------- | --------------------------------- |
| 1                                 | Albanien                          | 23                                |
| 2                                 | Italien                           | 21                                |
| 3                                 | Georgien                          | 17                                |
| 4                                 | Aserbajdsjan                      | 16                                |
| 5                                 | Grækenland                        | 13                                |
| 6                                 | Polen                             | 12                                |
| 7                                 | Ungarn                            | 10                                |
| 8                                 | Moldova                           | 9                                 |
| 9                                 | Montenegro                        | 8                                 |
| =                                 | Nordmakedonien                    | 8                                 |
| 11                                | Danmark                           | 5                                 |
| =                                 | Malta                             | 5                                 |
| =                                 | Rusland                           | 5                                 |
| 14                                | Frankrig                          | 4                                 |
| 15                                | Armenien                          | 3                                 |
| =                                 | Storbritannien                    | 3                                 |
| 17                                | Kroatien                          | 2                                 |
| 18                                | Cypern                            | 1                                 |
| =                                 | Hviderusland                      | 1                                 |
| =                                 | Island                            | 1                                 |
| =                                 | Serbien                           | 1                                 |
| 22                                | Andorra                           | 0                                 |
| =                                 | Australien                        | 0                                 |
| =                                 | Belgien                           | 0                                 |
| =                                 | Bosnien-Hercegovina               | 0                                 |
| =                                 | Bulgarien                         | 0                                 |
| =                                 | Estland                           | 0                                 |
| =                                 | Finland                           | 0                                 |
| =                                 | Holland                           | 0                                 |
| =                                 | Irland                            | 0                                 |
| =                                 | Israel                            | 0                                 |
| =                                 | Jugoslavien                       | 0                                 |
| =                                 | Letland                           | 0                                 |
| =                                 | Litauen                           | 0                                 |
| =                                 | Luxembourg                        | 0                                 |
| =                                 | Marokko                           | 0                                 |
| =                                 | Monaco                            | 0                                 |
| =                                 | Norge                             | 0                                 |
| =                                 | Portugal                          | 0                                 |
| =                                 | Rumænien                          | 0                                 |
| =                                 | Schweiz                           | 0                                 |
| =                                 | Serbien og Montenegro             | 0                                 |
| =                                 | Slovakiet                         | 0                                 |
| =                                 | Slovenien                         | 0                                 |
| =                                 | Spanien                           | 0                                 |
| =                                 | Sverige                           | 0                                 |
| =                                 | Tjekkiet                          | 0                                 |
| =                                 | Tyrkiet                           | 0                                 |
| =                                 | Tyskland                          | 0                                 |
| =                                 | Ukraine                           | 0                                 |
| =                                 | Østrig                            | 0                                 |

## Kommentatorer og jurytalsmænd
| År   | Kommentator                                                                              | Jurytalsmand          |
| ---- | ---------------------------------------------------------------------------------------- | --------------------- |
| 2008 | Lia Fiorio & Gigi Restivo                                                                | Roberto Moretti       |
| 2009 | Ingen udsendelse                                                                         | Deltog ikke           |
| 2010 | Ingen udsendelse                                                                         | Deltog ikke           |
| 2011 | Lia Fiorio & Gigi Restivo                                                                | Nicola Della Valle    |
| 2012 | Lia Fiorio & Gigi Restivo                                                                | Monica Fabbri         |
| 2013 | Lia Fiorio & Gigi Restivo                                                                | John Kennedy O'Connor |
| 2014 | Lia Fiorio & Gigi Restivo (Italiensk) John Kennedy O'Connor & Jamarie Milkovic (Engelsk) | Michele Perniola      |
| 2015 | Lia Fiorio & Gigi Restivo                                                                | Valentina Monetta     |
| 2016 | Lia Fiorio & Gigi Restivo                                                                | Irol MC               |
| 2017 | Lia Fiorio & Gigi Restivo                                                                | Lia Fiorio            |
| 2018 | Lia Fiorio & Gigi Restivo                                                                | John Kennedy O'Connor |
| 2019 | Lia Fiorio & Gigi Restivo                                                                | Monica Fabbri         |
| 2021 | Lia Fiorio & Gigi Restivo                                                                | Monica Fabbri         |
| 2022 | Lia Fiorio & Gigi Restivo                                                                | Labiuse               |
| 2023 | Lia Fiorio & Gigi Restivo                                                                | John Kennedy O'Connor |
| 2024 | Lia Fiorio & Gigi Restivo                                                                | Kida                  |
| 2025 | Anna Gaspari & Gigi Restivo                                                              | Senhit                |

## Galleri
- Miodio i Beograd (2008)